# Folketingsvalget 1924
Folketingsvalget den 11. april 1924. Ved dette valg blev Socialdemokratiet for første gang største parti både med hensyn til stemmer og mandater. En position, som det beholdt ved alle efterfølgende valg frem til 2001. Efter valget dannede Socialdemokratiet en mindretalsregering under Thorvald Stauning. Det var første gang i Danmark, at Socialdemokratiet indgik i regering. 
| Partier                      | Partiformand            | Stemmer                                  | Pct. af stemmetal                        | Mandater                                 | +/-                                      |                                          |
| ---------------------------- | ----------------------- | ---------------------------------------- | ---------------------------------------- | ---------------------------------------- | ---------------------------------------- | ---------------------------------------- |
| Socialdemokratiet            | Thorvald Stauning       | 469.949                                  | 36,63%                                   | 55                                       | +7                                       |                                          |
| Venstre                      | Niels Neergaard         | 362.682                                  | 28,27%                                   | 44                                       | -7                                       |                                          |
| Det Konservative Folkeparti  | Emil Piper              | 242.955                                  | 18,94%                                   | 28                                       | +1                                       |                                          |
| Det Radikale Venstre         | Carl Th. Zahle          | 166.476                                  | 12,98%                                   | 20                                       | +2                                       |                                          |
| Retsforbundet                | Axel Dam                | 12.643                                   | 0,99%                                    | 0                                        | Nyt Parti                                |                                          |
| Landmandspartiet             | P. C. Poulsen           | 12.196                                   | 0,95%                                    | 0                                        | Nyt Parti                                |                                          |
| Slesvigsk Parti              | Johannes Schmidt-Vodder | 7.715                                    | 0,6%                                     | 1                                        | -                                        |                                          |
| Danmarks Kommunistiske Parti | Ernst Christiansen      | 6.219                                    | 0,48%                                    | 0                                        | -                                        |                                          |
| Erhvervspartiet              | Peter Elfelt            | 2.102                                    | 0,16%                                    | 0                                        | -3                                       |                                          |
| Valgdeltagelse               | Valgdeltagelse          | 78,34%                                   | 78,34%                                   | 78,34%                                   | 78,34%                                   | 78,34%                                   |
| Kilde                        | Kilde                   | Hvem Hvad Hvor 1936 Danmarkshistorien.dk | Hvem Hvad Hvor 1936 Danmarkshistorien.dk | Hvem Hvad Hvor 1936 Danmarkshistorien.dk | Hvem Hvad Hvor 1936 Danmarkshistorien.dk | Hvem Hvad Hvor 1936 Danmarkshistorien.dk |

(+/-) – Forskellen af antal pladser i Folketinget i forhold til fordelingen ved forrige valg.